# Agonopterix liesella
Agonopterix liesella is een vlinder uit de familie grasmineermotten (Elachistidae). De wetenschappelijke naam van deze soort is voor het eerst geldig gepubliceerd in 1987 door Viette.
De soort komt voor in tropisch Afrika.